# 헤노크 고이톰
헤노크 고이톰(Henok Goitom, 1984년 9월 22일 ~ )는 스웨덴 출생 에리트레아의 전 축구 선수이자 현 축구 지도자로 현재 AIK 포트볼의 수석 코치로 재직 중이며 스웨덴과 에리트레아 이중 국적을 보유하고 있다.

## 클럽 경력
1998년부터 2003년까지 에싱게 K, 인테르 오르호이, 바살룬드 IK 유스팀에 몸 담은 뒤 이탈리아 세리에 A의 우디네세 칼초에서 프로 생활을 시작했고 이후 2005-06 시즌부터 2006-07 시즌까지 스페인 세군다 디비시온의 시우다드 데 무르시아에서 임대 선수로 75경기 23골을 터뜨리는 맹활약을 펼치며 팀의 2회 연속 리그 4위 입성을 이끌었다.
그 후 2007-08 시즌에는 스페인 라리가의 레알 무르시아 소속으로 33경기 2골을 기록했고 2008-09 시즌에는 같은 라리가의 레알 바야돌리드 소속으로 31경기 11골을 기록한 뒤 2009-10 시즌을 앞두고 UD 알메리아로 이적했다.
알메리아로 이적 후 2011-12 시즌까지 공식전 86경기 11골을 기록했고 비록 팀의 2010-11 시즌 리그 최하위 및 차기 시즌 세군다 디비시온 강등을 막지는 못했지만 같은 시즌 코파 델 레이 5경기에 출격하며 4강이라는 알메리아 구단 역사상 컵대회 역대 최고 성적을 이끌었다.
그 뒤 자신의 연고팀이자 알스벤스칸의 명문 AIK 포트볼로 이적한 후 2012 시즌부터 2015 시즌까지 공식전 114경기 52골을 터뜨리며 2013 시즌 리그 준우승, 2시즌 연속 리그 3위(2014, 2015)의 성적 등에 기여했고 이후 스페인 라리가의 헤타페 CF와 미국 메이저 리그 사커의 새너제이 어스퀘이크스를 거쳐 2017 시즌을 앞두고 친정팀인 AIK로 복귀했다.
복귀 이후 2021 시즌까지 공식전 176경기 48골을 터뜨리며 2018 시즌 리그 우승 및 2회 준우승(2017, 2021), 2017-18 시즌 스웨덴컵 4강 등의 성적에 기여했으며 2021 시즌을 끝으로 18년간의 선수 생활을 마감했다.

## 국가대표팀 경력
2005년부터 2006년까지 스웨덴 U-21 대표팀 소속으로 2006년 UEFA 유러피언 U-21 챔피언십 예선과 2007년 UEFA 유러피언 U-21 챔피언십 예선에 참가하여 13경기 4골을 기록했으나 스웨덴 성인대표팀에서는 출전 기회조차 부여받지 못했다.
이후 2015년 30세의 나이에 부모님이 태어난 에리트레아로 국적을 옮겼고 같은 해 10월 10일 보츠와나와의 2018년 FIFA 월드컵 아프리카 지역 1차 예선 1차전에서 에리트레아 A대표팀 소속으로 국제 A매치 데뷔전을 치른 뒤 사흘 뒤에 열린 2차전에서 A매치 데뷔골을 신고했으나 팀은 1·2차전 합계 1-5로 대패하며 2차 예선 진출에 실패했다.

## 지도자 경력
선수 은퇴 후 2021년 AIK 포트볼 U-19팀 감독으로 부임하며 본격적인 지도자 커리어를 시작한 뒤 2022년 8월 19일부터 11월 8일까지 AIK 포트볼의 임시 감독을 맡으며 리그 5위의 성적으로 2022 시즌을 마무리했으며 그 후 수석 코치로 부임했다.

## 대회 성적

### 클럽 (선수)
시우다드 데 무르시아
- 세군다 디비시온 : 4위 (2005-06, 2006-07)

 UD 알메리아
- 코파 델 레이 : 4강 (2010-11)

AIK 포트볼
- 알스벤스칸 : 우승 (2018), 준우승 (2013, 2017, 2021), 3위 (2014, 2015), 4위 (2012)
- 스웨덴컵 : 4강 (2017-18)